# اکوفوجولی
اکوفوجولی (به لاتین: Akofodjoulè) یک منطقهٔ مسکونی در بنین است که در استان کالینس واقع شده‌است.

## خصوصیات
اکوفوجولی ۴٬۴۳۷ نفر جمعیت دارد.